# Инђија индијанси
Клуб америчког фудбала Инђија Индианс (енгл. Inđija Indians) је српски клуб америчког фудбала из Инђије. Основани су 2006. године и своје утакмице играју на терену КАФ Индианс који се налази поред ОШ „Јован Поповић” у Инђији. Тренутно се такмиче у Првој флег фудбал лиги Србије.